# 東京都道5号新宿青梅線

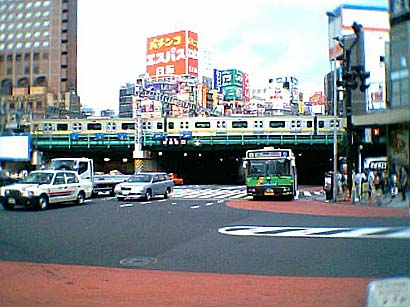
新宿大ガード西交差点（新宿区）

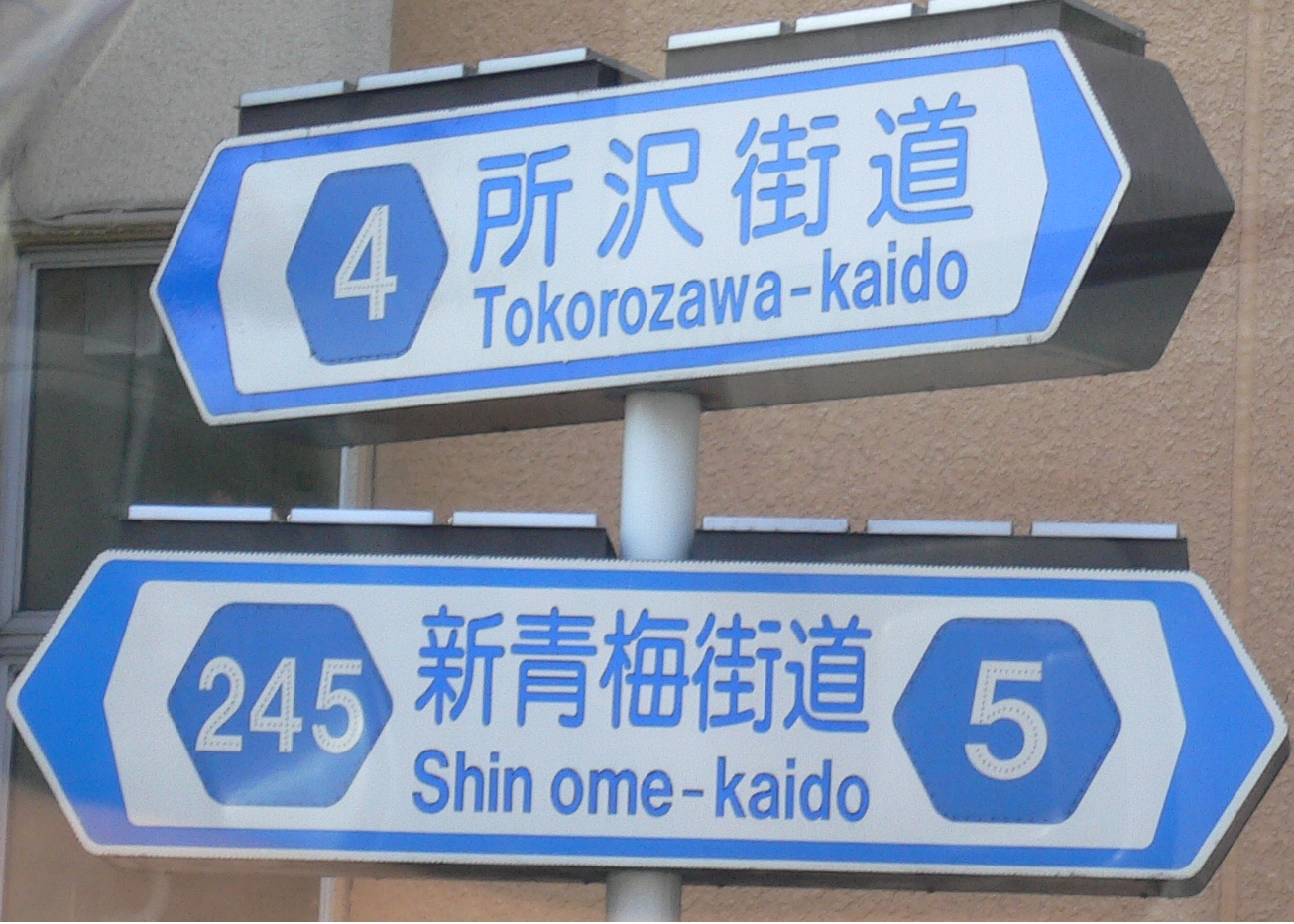
北原交差点（西東京市）

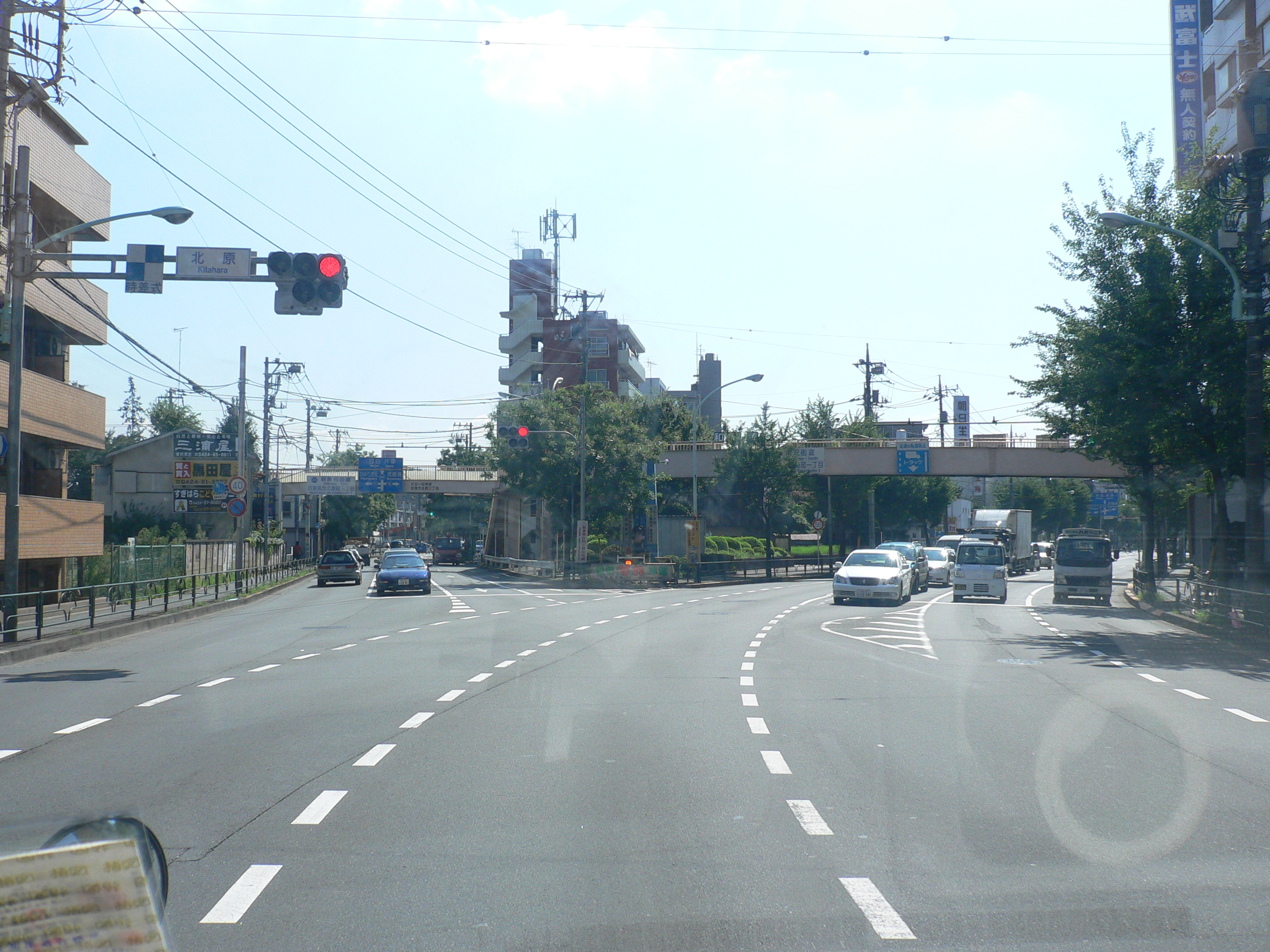
北原交差点

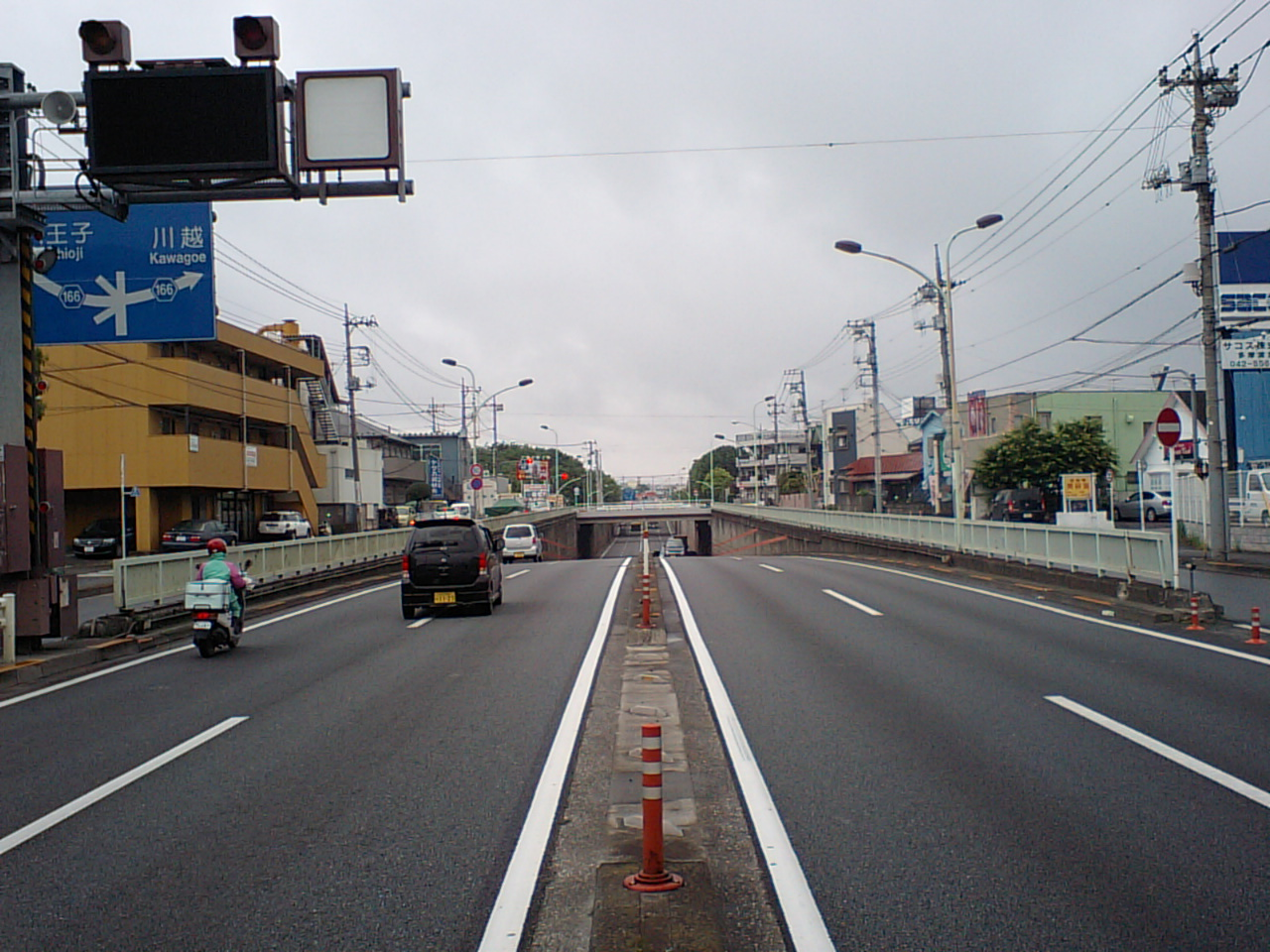
瑞穂加藤塚連続立体
（新青梅街道・西多摩郡瑞穂町）東京環状（都道166号）・JR八高線・横田基地滑走路進入灯とのアンダーパス

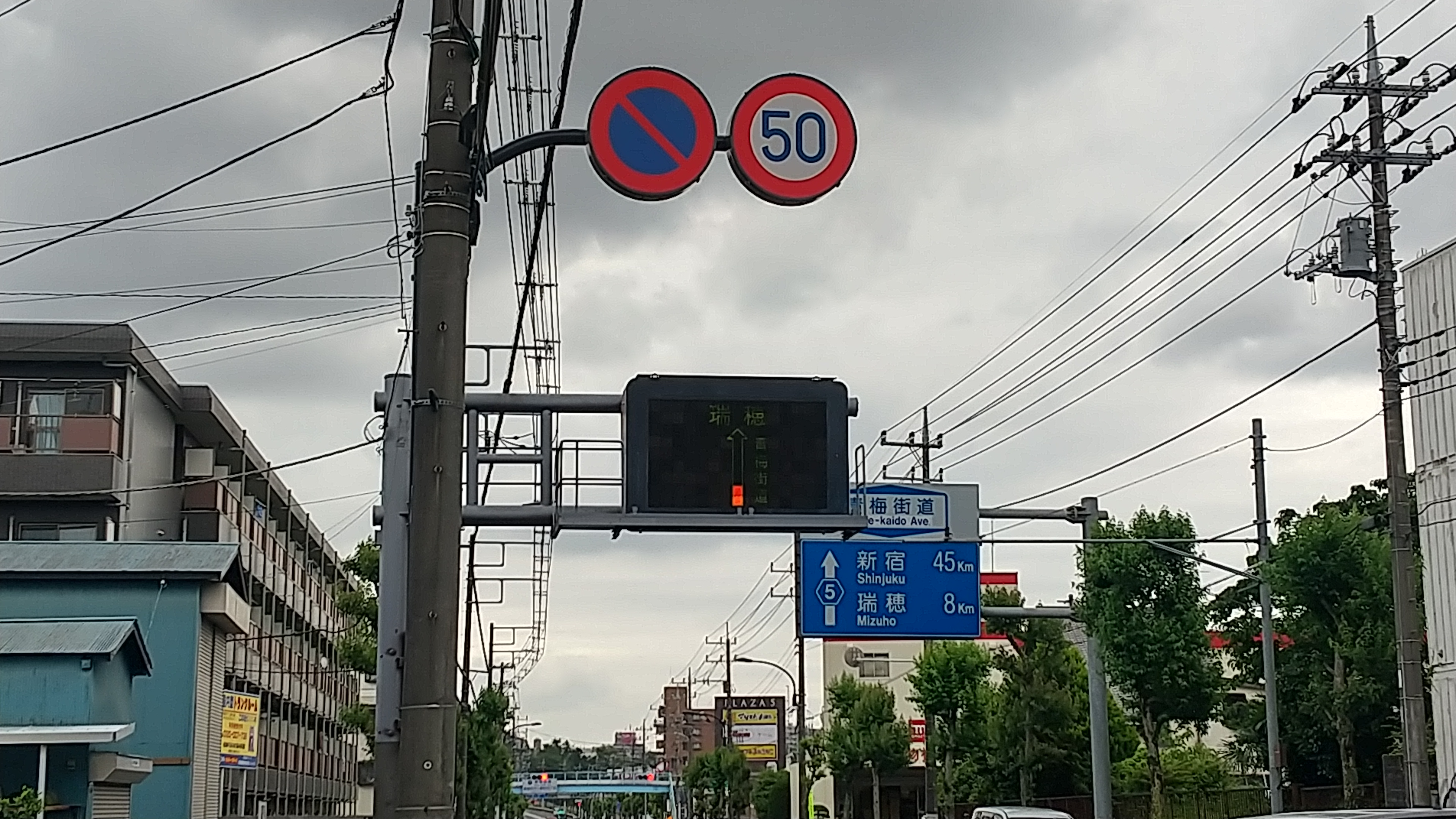
青梅市西分町付近

東京都道5号 新宿青梅線（とうきょうとどう5ごう しんじゅくおうめせん）は、東京都新宿区から青梅市に至る主要地方道である。この道路は主に「青梅街道」、バイパス区間については「新青梅街道」と呼ばれ、青梅市内の末端新道区間については「千ヶ瀬バイパス」と呼ばれる（通称については別項を参照のこと）。都市計画道路「新小金井久留米線」の一部として、西東京市内から東久留米市内にかけて新青梅街道と所沢街道を結ぶ支線が存在する。

## 路線データ
- 起点：東京都新宿区新宿（新宿五丁目交差点 = 東京都道4号東京所沢線、東京都道302号新宿両国線（重複 = 東京都道430号新宿停車場前線）交点、東京都道305号芝新宿王子線交点） ※実質的には西東京市の北原交差点（新青梅街道交点）が起点であり、0キロポストもここにある。
- 終点：東京都青梅市上町（青梅市文化交流センター交差点 = 国道411号交点、東京都道28号青梅飯能線起点）
- 路線延長：49,739 m（実延長、2024年10月18日現在）[1]

## 路線状況
東京23区
起点から新宿大ガード東交差点を経て西は多摩地域に位置する西東京市の北原交差点（新青梅街道交点）まで東京都道4号東京所沢線と重複する。西新宿の超高層ビル街の北縁を西進し、神田川を淀橋で渡ると中野区に入る。橋上は東京都道302号新宿両国線支線との交点となっている。なお、西新宿から淀橋の先に掛けては、将来自動車専用高架橋が建設される予定であるが、時期は未定である。淀橋から先は数百mの間は広い中央分離帯が設置された上下7車線程度の広幅員となり、中野坂上で東京都道317号環状六号線と交わった後は、しばらく上り3車線・下り2車線+停車帯となる。杉並区内の東京メトロ丸ノ内線新高円寺駅付近に位置する五日市街道入口交差点で、多摩地域を横断する主要地方道の一つである東京都道7号杉並あきる野線と分かれ、天沼陸橋で中央線快速や中央・総武緩行線を天沼陸橋でオーバーパスし、杉並区の中心繁華街である荻窪に達する。荻窪駅を過ぎるとしばらくは自動車・歩行者ともに飽和状態の繁華街を通過するが、東京都道311号環状八号線を過ぎると再び上り3車線・下り2車線+停車帯に戻り、周辺の街並みも住宅街へ変化するが、荻窪以東とは違い緑も多くなり、武蔵野の面影を目にする機会も出てくる。
多摩地域内
青梅街道
国道20号（甲州街道）、東京都道7号杉並あきる野線とともに多摩地域を横断する重要な道路の一つとなっている。しかし西東京市の田無町一丁目交差点で所沢街道を北側に分け、東大和市の奈良橋庚申塚交差点で新青梅街道と交差し、西多摩郡瑞穂町の瑞穂松原交差点で南側から来る同道と合流するまで、小平市内の一部区間約1.2キロを除き全線2車線である。更に小平市内では、いずれも比較的運転本数の多い西武新宿線、西武多摩湖線、西武国分寺線と平面交差することもあり、全線にわたって特に朝晩は混雑が激しい。

新青梅街道（バイパス）〜青梅街道〜青梅街道（千ヶ瀬バイパス）
所沢街道を北に分けた西東京市の北原交差点から先の新青梅街道は、都心から直接西多摩方面へ向かう唯一の主要道路で、西多摩郡瑞穂町で合流するまでは並行する青梅街道のバイパス的機能も持つ。基本的に合計4車線（片側2車線）だが、1車線あたりの車線幅が周辺の他の道路と比べて狭い。主要交差点付近では、右折レーンを含めて合計5車線となるが、従来の4車線幅の中で車線を増やしているため車線幅が狭く、大型車同士の追い抜きが困難な箇所が多い。信号の設置間隔が短く、車の流れは概して悪い。立体交差は鉄道との交差が中心で、主要道路との立体交差はすべて西多摩地区の、東京都道166号瑞穂あきる野八王子線（東京環状）、国道16号（瑞穂バイパス）、東京都道29号立川青梅線（奥多摩街道）のみとなっている。東京都道43号立川東大和線交点から東京都道166号瑞穂あきる野八王子線交点の区間は道路混雑緩和を名目に、（また将来的には多摩都市モノレール箱根ケ崎駅延伸対応のため）現況幅員18mから30mまで拡幅される予定であるが、立体交差化や車線増加は予定に含まれていない。ただし、本線・交差点部の車線幅は拡幅される予定であり、現在は東京都により用地取得が進行中である。また現在、青梅市の末端部分の「千ヶ瀬バイパス」は、青梅市文化交流センター南交差点で国道411号に直角にぶち当たる形の丁字路で終わっているが、これを当面約1.2キロメートル先の青梅市立第一中学校西側の同道まで延長し、南側から合流させる工事が進められている（詳細は「千ヶ瀬バイパス」を参照）。青梅市の東青梅三丁目交差点から青梅市文化交流センター交差点に至る二車線の道は本来の青梅街道だが、こちらは現在「旧青梅街道」と呼ばれ、青梅市道、東京都道・埼玉県道63号青梅入間線、東京都道・埼玉県道28号青梅飯能線と管理が分かれている。

### 重複区間
- 東京都道4号東京所沢線（東京都新宿区〜東京都西東京市）新宿五丁目交差点 - 田無町一丁目交差点 - 北原交差点（上位道路）
- 東京都道302号新宿両国線（東京都新宿区）新宿五丁目交差点 - 新宿大ガード東交差点（上位道路）
- 東京都道430号新宿停車場前線（東京都新宿区）新宿五丁目交差点 - 新宿大ガード東交差点
- 東京都道427号瀬田貫井線（東京都杉並区）成田東四丁目交差点 - 区役所前交差点
- 東京都道16号立川所沢線（東京都小平市）小川町西交差点 - 小平上宿交差点
- 東京都道55号所沢武蔵村山立川線（東京都武蔵村山市）市役所東交差点 - 市役所西交差点
- 東京都道181号藤橋小作線（東京都青梅市）青梅新町交差点 - 新町桜株交差点
- 国道411号（東京都青梅市）青梅市文化交流センター南交差点 - 青梅市文化交流センター交差点（上位道路）

### バイパス・通称
- 本線
  - 靖国通り（新宿五丁目交差点 - 新宿大ガード東交差点） = 東京都通称道路名設定広告（1962年4月25日）整理番号18
  - 青梅街道（新宿大ガード西交差点 - 青梅市） = 東京都通称道路名設定広告（1962年4月25日）整理番号17
- バイパス
  - 所沢街道（田無町一丁目交差点 - 北原交差点） = 東京都通称道路名設定広告（1963年6月18日）整理番号68
  - 新青梅街道（北原交差点 - 瑞穂町瑞穂松原交差点） = 東京都通称道路名設定広告（1984年5月1日）整理番号85
  - 千ヶ瀬バイパス (東青梅三丁目 - 青梅市文化交流センター南)

### 橋梁
- 青梅街道
  - 淀橋（神田川、東京都新宿区・中野区）
  - 庚申橋（空堀川、東京都東大和市）
  - 村山橋（奈良橋川、東京都東大和市）
  - 新薬師橋（空堀川、東京都武蔵村山市）
  - 地蔵橋（残堀川、東京都西多摩郡瑞穂町）
- 新青梅街道
  - 天王橋（空堀川、東京都東村山市）
  - 浄水橋（空堀川、東京都東村山市）
  - 青岸橋（残堀川、東京都武蔵村山市）

### 都市計画路線名
- 立川3・2・4号線[都07]（東大和市 - 武蔵村山市） - 延長5,350 m。
- 福生3・4・4号線[都57]（瑞穂町）- 延長1,370 m。
- 福生3・4・10号線[都58]（瑞穂町）- 延長650 m。交通の円滑化や地域の防災性や安全性、良好な都市景観の創出などが事業の効果として挙げられている。
- 福生3・5・17号線[都60]（瑞穂町）- 延長380 m。交通の円滑化や地域の防災性や安全性、周辺の居住環境の向上などが事業の効果として挙げられている。

上記の都07・57・58はいずれも新青梅街道側、都60は青梅街道側である。

### 将来の対策など
- 緊急輸送道路として、田無町二丁目付近から瑞穂松原交差点間の青梅街道側の当道は第二次緊急輸送道路、それ以外の当道の全区間は第一次緊急輸送道路に分類されている[5][6]。

## 地理

### 通過する自治体
- 東京都　※東京都建設局の路線一覧の経由地には23区は含まれず、実質的に西東京市の北原交差点が起点である。
  - 新宿区
  - 中野区
  - 杉並区
  - 練馬区
  - 西東京市
  - 東久留米市（新青梅街道・支線）
  - 東村山市（新青梅街道）
  - 小平市
  - 東大和市
  - 武蔵村山市
  - 西多摩郡瑞穂町
  - 青梅市

### 交差している道路
青梅街道
| 交差する道路                                                          | 交差する道路                                                    | 交差点名              | 所在地         |
| --------------------------------------------------------------------- | --------------------------------------------------------------- | --------------------- | -------------- |
| 東京都道302号新宿両国線（靖国通り）市ヶ谷・神田・浅草橋方面           |                                                                 |                       |                |
| 東京都道305号芝新宿王子線（明治通り）                                 | 東京都道305号芝新宿王子線（明治通り）                           | 新宿5丁目             | 新宿区         |
|                                                                       | 東京都道430号新宿停車場前線（新宿通り）                         | 新宿大ガード東        | 新宿区         |
| （小滝橋通り）                                                        | 東京都道414号四谷角筈線                                         | 新宿大ガード西        | 新宿区         |
|                                                                       | 東京都道新宿副都心十三号線（十二社通り）                        | 成子坂下              | 新宿区         |
| 東京都道302号新宿両国線支線（新宿税務署通り）                         | -                                                               | 淀橋                  | 新宿区         |
| 東京都道317号環状六号線（山手通り）                                   | 東京都道317号環状六号線（山手通り）                             | 中野坂上              | 中野区         |
| 東京都道420号鮫洲大山線（中野通り）                                   | 東京都道420号鮫洲大山線（中野通り）                             | 杉山公園              | 中野区         |
| 東京都道318号環状七号線（環七通り）                                   | 東京都道318号環状七号線（環七通り）                             | 高円寺陸橋下※立体交差 | 杉並区         |
| -                                                                     | 東京都道428号高円寺砧浄水場線（荒玉水道道路）                   | ※信号機なし           | 杉並区         |
| 東京都道318号環状七号線支線                                           | 東京都道7号杉並あきる野線（五日市街道）                         | 五日市街道入口        | 杉並区         |
| -                                                                     | 東京都道427号瀬田貫井線                                         | 成田東4丁目           | 杉並区         |
| 東京都道427号瀬田貫井線（中杉通り）                                   | -                                                               | 杉並区役所前          | 杉並区         |
| 東京都道311号環状八号線（環八通り）                                   | 東京都道311号環状八号線（環八通り）                             | 四面道※立体交差       | 杉並区         |
|                                                                       | 東京都道113号杉並武蔵野線                                       | ※信号機なし           | 杉並区         |
| 東京都道438号向井町新町線（早稲田通り）                               |                                                                 | 井草八幡前            | 杉並区         |
| 東京都道439号椎名町上石神井線（千川通り）                             |                                                                 | 関町1丁目             | 練馬区         |
|                                                                       | 東京都道116号関町吉祥寺線（吉祥寺通り）                         | 関町交番前            | 練馬区         |
| -                                                                     | 東京都道7号杉並あきる野線支線（五日市街道支線）                 |                       |                |
| 東京都道233号東大泉田無線支線（伏見通り）                             | 東京都道7号杉並あきる野線支線（伏見通り）                       | 東伏見                | 西東京市       |
| 東京都道8号千代田練馬田無線（富士街道）                               | -                                                               |                       | 西東京市       |
| 東京都道4号東京所沢線（所沢街道） 東京都道5号新宿青梅線（新青梅街道） | 東京都道233号東大泉田無線（保谷新道）                           | 田無町1丁目           | 西東京市       |
| 東京都道12号調布田無線（武蔵境通りバイパス）                          | （武蔵境通りバイパス）                                          | 総持寺田無神社前      | 西東京市       |
| 東京都道12号調布田無線（武蔵境通り）                                  | 東京都道12号調布田無線（武蔵境通り）                            | 田無町                | 西東京市       |
| -                                                                     | 東京都道132号小川山田無線                                       | 橋場                  | 西東京市       |
| 東京都道15号府中清瀬線（小金井街道）                                  | 東京都道15号府中清瀬線（小金井街道）                            | 花小金井              | 小平市         |
| 東京都道253号保谷狭山自然公園自転車道線（多摩湖自転車歩道者道）       | 東京都道253号保谷狭山自然公園自転車道線（多摩湖自転車歩道者道） | 小平ふるさと村        | 小平市         |
| 東京都道248号府中小平線（新小金井街道）                               |                                                                 |                       | 小平市         |
| 東京都道230号小平停車場小川新田線                                     | -                                                               |                       | 小平市         |
| 東京都道17号所沢府中線（府中街道）                                    |                                                                 | 小川町東              | 小平市         |
|                                                                       | 東京都道16号立川所沢線（府中街道）                              | 小川町西              | 小平市         |
| 東京都道131号小川停車場線                                             | -                                                               |                       | 小平市         |
| 東京都道16号立川所沢線（立川通り）                                    |                                                                 | 小平上宿              | 小平市         |
|                                                                       | 東京都道144号中島十番線                                         | 青梅橋                | 小平市         |
| 東京都道5号新宿青梅線（新青梅街道）                                   | 東京都道5号新宿青梅線（新青梅街道）                             | 奈良橋庚申塚          | 東大和市       |
| 本線                                                                  | 東京都道128号東村山東大和線                                     | 奈良橋                | 東大和市       |
| 東京都道43号立川東大和線                                              |                                                                 | 蔵敷公民館北          | 東大和市       |
| 東京都道43号立川東大和線（芋窪街道）                                  |                                                                 | 芋窪                  | 東大和市       |
| 東京都道55号所沢武蔵村山立川線                                        |                                                                 | 市役所東              | 武蔵村山市     |
| 東京都道59号八王子武蔵村山線（多摩大橋通り）                          | 東京都道55号所沢武蔵村山立川線                                  | かたくりの湯入口      | 武蔵村山市     |
| 東京都道162号三ツ木八王子線（残堀街道）                               |                                                                 | 峰                    | 武蔵村山市     |
| 東京都道166号瑞穂あきる野八王子線（東京環状）                         | 東京都道166号瑞穂あきる野八王子線（東京環状）                   | 箱根ヶ崎              | 西多摩郡瑞穂町 |
| 東京都道44号瑞穂富岡線（岩蔵街道）                                    | -                                                               |                       | 西多摩郡瑞穂町 |
| 東京都道5号新宿青梅線（新青梅街道）                                   | -                                                               | 瑞穂松原              | 西多摩郡瑞穂町 |
| 国道16号（瑞穂バイパス）                                              | 国道16号（瑞穂バイパス）                                        | 箱根ヶ崎西※立体交差   | 西多摩郡瑞穂町 |
| 東京都道181号藤橋小作線                                               |                                                                 | 青梅新町              | 青梅市         |
|                                                                       | 東京都道181号藤橋小作線                                         | 青梅桜株              | 青梅市         |
| 東京都道194号成木河辺線                                               | 東京都道194号成木河辺線                                         | 野上                  | 青梅市         |
| 東京都道29号立川青梅線                                                | 東京都道29号立川青梅線                                          | 市役所下※立体交差     | 青梅市         |
|                                                                       | 東京都道45号奥多摩青梅線（吉野街道）                            | 千ヶ瀬二丁目          | 青梅市         |
| 東京都道31号青梅あきる野線（秋川街道）                                | 東京都道31号青梅あきる野線（秋川街道）                          | 千ヶ瀬五丁目          | 青梅市         |
| 国道411号                                                             | 国道411号                                                       | 市民会館南            | 青梅市         |
| 国道411号（青梅街道）                                                 | 東京都道28号青梅飯能線（旧青梅街道）                            | 市役所前              | 青梅市         |

新青梅街道
| 交差する道路                                  | 交差する道路                                  | 交差点名        | 所在地         |
| --------------------------------------------- | --------------------------------------------- | --------------- | -------------- |
| 東京都道5号新宿青梅線（青梅街道）             | 東京都道5号新宿青梅線（青梅街道）             | 田無町1丁目     | 西東京市       |
| 東京都道112号ひばりケ丘停車場線（谷戸新道）   | 東京都道12号調布田無線（武蔵境通りバイパス）  | 田無町3丁目     | 西東京市       |
| 東京都道112号ひばりケ丘停車場線旧道           | 東京都道12号調布田無線（武蔵境通り）          |                 | 西東京市       |
| 東京都道4号東京所沢線（所沢街道）             | 東京都道245号杉並田無線（新青梅街道）         | 北原            | 西東京市       |
| 支線                                          |                                               |                 | 西東京市       |
| 東京都道15号府中清瀬線（小金井街道）          | 東京都道15号府中清瀬線（小金井街道）          | 花小金井4丁目   | 小平市         |
| 東京都道248号府中小平線（新小金井街道）       | 東京都道15号府中清瀬線支線（新小金井街道）    | 滝山南          | 小平市         |
| 東京都道226号東村山清瀬線                     | 東京都道226号東村山清瀬線                     | 栄町1丁目       | 東村山市       |
| 東京都道16号立川所沢線（府中街道）            | 東京都道16号立川所沢線（府中街道）            | 野口橋          | 東村山市       |
| 東京都道5号新宿青梅線（青梅街道）             | 東京都道5号新宿青梅線（青梅街道）             | 奈良橋庚申塚    | 東大和市       |
| 東京都道43号立川東大和線（芋窪街道）          | 東京都道43号立川東大和線（芋窪街道）          | 上立野東        | 東大和市       |
| 東京都道43号立川東大和線（芋窪街道旧道）      | 東京都道43号立川東大和線（芋窪街道旧道）      | 上立野          | 東大和市       |
| 東京都道55号所沢武蔵村山立川線                | 東京都道55号所沢武蔵村山立川線                | 三本榎          | 武蔵村山市     |
| 東京都道59号八王子武蔵村山線（多摩大橋通り）  | 東京都道59号八王子武蔵村山線（多摩大橋通り）  | 本町1丁目       | 武蔵村山市     |
| 東京都道162号三ツ木八王子線（残堀街道）       | 東京都道162号三ツ木八王子線（残堀街道）       | 三ツ木          | 武蔵村山市     |
| 東京都道166号瑞穂あきる野八王子線（東京環状） | 東京都道166号瑞穂あきる野八王子線（東京環状） | 加藤塚※立体交差 | 西多摩郡瑞穂町 |
| 東京都道163号羽村瑞穂線                       |                                               | 瑞穂宿西        | 西多摩郡瑞穂町 |
| 東京都道5号新宿青梅線（青梅街道）             | 東京都道5号新宿青梅線（青梅街道）             | 瑞穂松原        | 西多摩郡瑞穂町 |

### 交差する鉄道
新宿駅付近から荻窪駅の手前までの地下を東京メトロ丸ノ内線が通っている。
- 中央線快速（中央緩行線）、山手線（埼京線、湘南新宿ライン）（新宿駅付近の新宿大ガード、4号との重複区間）
- 中央線快速（中央緩行線）（荻窪駅付近の天沼陸橋、4号との重複区間）
- 西武新宿線（青梅街道は西武柳沢駅 - 田無駅間、花小金井駅 - 小平駅間の踏切、新青梅街道は久米川駅付近の栄町陸橋）
- 西武国分寺線（青梅街道は鷹の台駅 - 小川駅間の踏切、新青梅街道は小川 - 東村山駅間）
- 西武拝島線（青梅街道のみ、東大和市駅付近）
- 西武多摩湖線（青梅街道は青梅街道駅付近の踏切、新青梅街道は八坂駅 - 武蔵大和駅間の美住陸橋）
- 武蔵野線（交差部で本路線は地下を通る。青梅街道は新小平駅付近、新青梅街道は新小平駅 - 新秋津駅間の東村山市栄町で）
- 八高線（箱根ケ崎駅南で、東京都道166号瑞穂あきる野八王子線（旧国道16号）とともに、新青梅街道はアンダーパスで抜け、青梅街道は同駅北で、踏切交差）
- 青梅線（青梅市役所東側にて青梅線を潜り青梅線の南側に）
- 多摩都市モノレール（新青梅街道の脇に上北台駅があるが交差はしていない。しかし本路線上を西進走行する延伸構想がある）